# Bliss (Mondkrater)
Bliss ist ein relativ kleiner Einschlagkrater im Norden der Mondvorderseite, nordwestlich des großen Kraters Plato, zwischen dem Mare Frigoris im Norden und dem Mare Imbrium im Süden.
Der Krater wurde 2000 von der IAU nach dem britischen Astronomen Nathaniel Bliss umbenannt. Bis dahin war der Krater, zurückgehend auf Johann Heinrich von Mädler, als Plato A bekannt.